# Volodymyr Samiylenko
Volodymyr Ivanovitch Samiylenko (en ukrainien : Володимир Іванович Самійленко, en russe : Самийленко, Владимир Иванович), né en 1864 et mort en 1925 dans le gouvernement de Poltava, est un écrivain ukrainien.

## Biographie
Il commence son éducation à Myrhorod puis au gymnasium de Poltava. Il va ensuite à Kiev pour suivre des cours à l'Université nationale Taras-Chevtchenko de Kiev, ville où il fait la rencontre de Ivan Franko et appartient avec Ivan Lypa, Mykola Mikhnovsky à la Fraternité Taras, mais aussi à la fraternité Pléïade de Mykola Lyssenko.
Il travaille à traduire en ukrainien les œuvres de Dante, des pièces de Molière et de Beaumarchais, des poésies de Byron, Béranger ou Ada Negri.

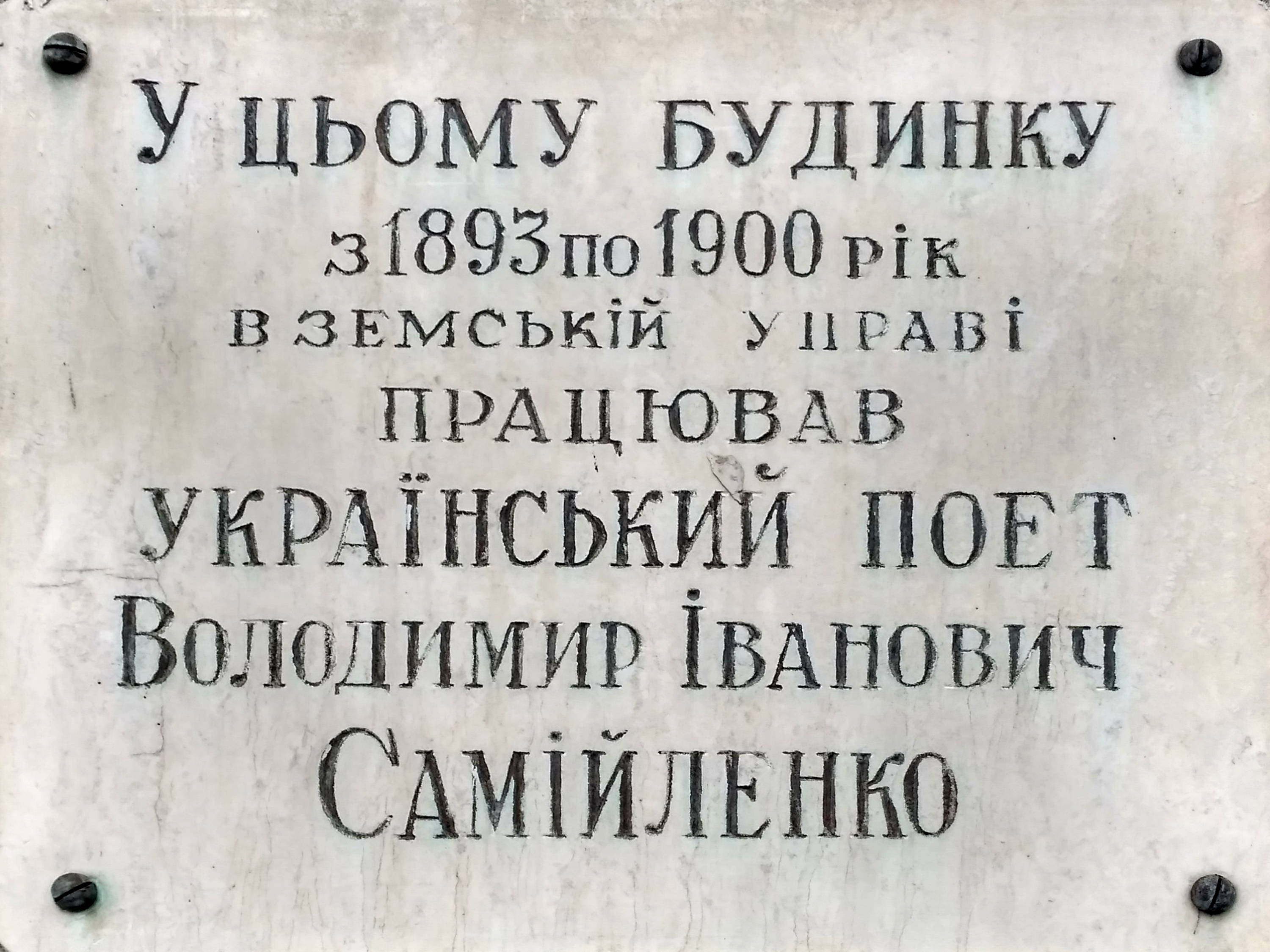
Tchernihiv, plaque à son nom.
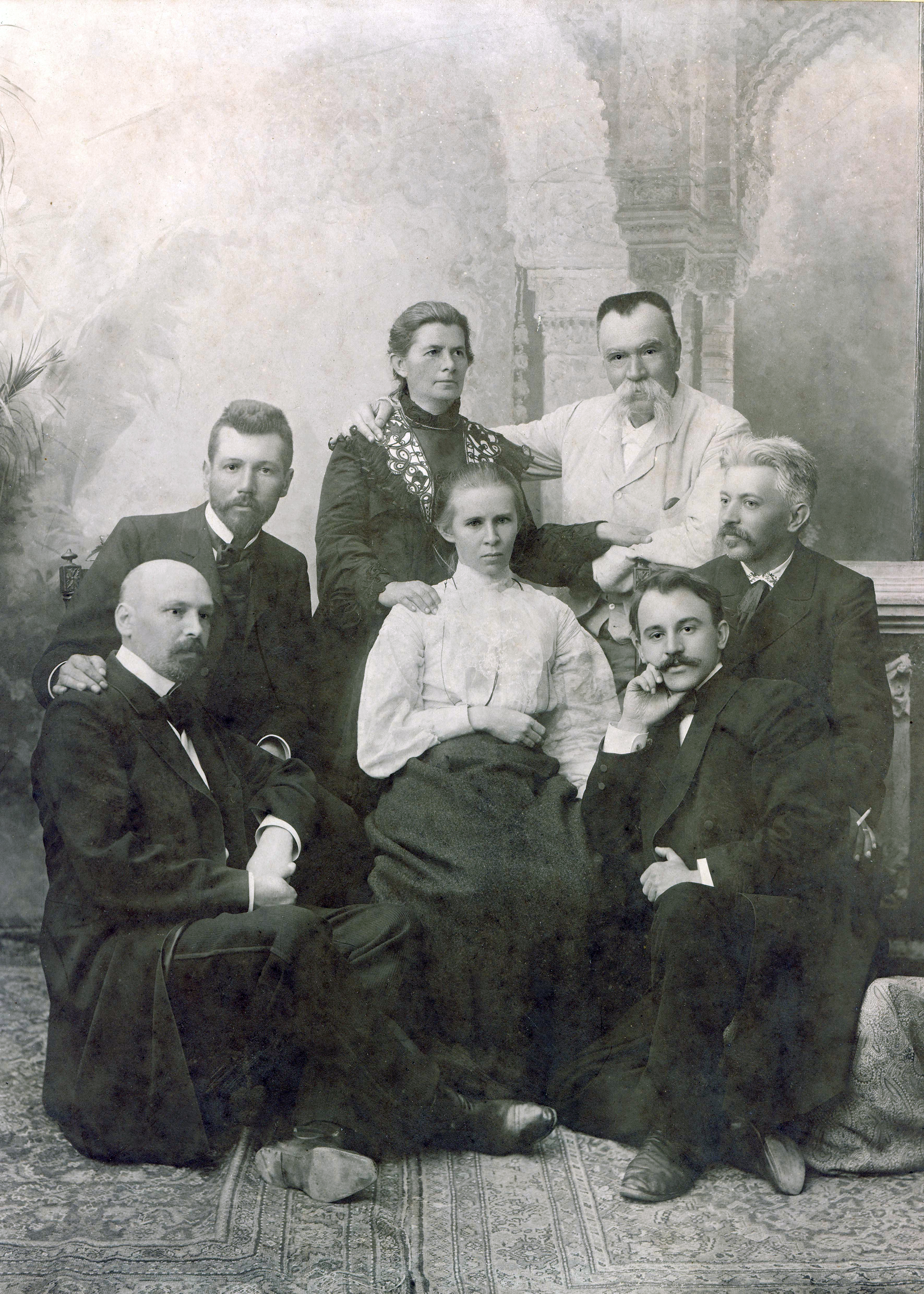
En 1903 avec les auteurs Mykhaïlo Kotsioubynsky, Olena Ptchilka, Hnat Khotkevytch, Lessia Oukraïnka, Mykhaïlo Starytsky et Vassyl Stefanyk.

## Œuvre
- Œuvres choisies, sous la direction éditoriale Ol. Doroshkevitch. — Kiev : Union du livre, 1926[1].
- Poèmes choisis, édités par M. Rylskyi. - Kyiv ; Kharkiv : édition d'État , 1944[2].